# Депутаты Верховного Совета Автономной Республики Крым II созыва
Список депутатов Верховного Совета Крыма 2-го созыва (1994—1998)
| Фамилия, имя, отчество          | Год рождения | Избирательный округ | Место избрания          | Партийность                               | Примечание                        |
| ------------------------------- | ------------ | ------------------- | ----------------------- | ----------------------------------------- | --------------------------------- |
| Абдурешитов Нариман Велиляевич  | 1951         | многомандатный      | Симферополь             | Меджлис крымскотатарского народа          |                                   |
| Аблямитов Джульверн Тевфикович  | 1938—2010    | многомандатный      | Симферополь             | Меджлис крымскотатарского народа          |                                   |
| Аблямитов Фуат Якубович         | 1937—2007    | многомандатный      | Симферополь             | Меджлис крымскотатарского народа          |                                   |
| Акимов Сергей Иванович          | 1953         | 47                  | Раздольненский район    | беспартийный                              |                                   |
| Аксёнов Георгий Васильевич      | 1946         | 11                  | Керчь                   | блок "Россия"                             |                                   |
| Арифов Ленур Ягъя               | 1938-2018    | многомандатный      | Симферополь             | Меджлис крымскотатарского народа          |                                   |
| Артемьев Павел Валентинович     | 1945         | 37                  | Джанкойский район       | блок "Россия"                             |                                   |
| Балла Вячеслав Александрович    | 1955         | 56                  | Севастополь             | блок "Россия"                             |                                   |
| Бахарев Михаил Алексеевич       | 1947         | многомандатный      | Симферополь             | блок "Россия"                             |                                   |
| Бекиров Надир Валериянович      | 1962         | многомандатный      | Бахчисарай              | Меджлис крымскотатарского народа          |                                   |
| Блёскин Лев Леонидович          | 1938         | 57                  | Севастополь             | блок "Россия"                             |                                   |
| Блискунов Александр Иванович    | 1938—1996    | многомандатный      | Симферополь             | блок "Россия"                             | скончался 28 декабря 1996         |
| Бродин Владимир Николаевич      | 1951—2004    | 8                   | Керчь                   | блок "Россия"                             |                                   |
| Брунс Андрей Владимирович       | 1931         | 32                  | Бахчисарайский район    | блок "Россия"                             |                                   |
| Бубликов Владимир Рафаилович    | 1956         | 43                  | Ленинский район         | блок "Россия"                             |                                   |
| Буджурова Лиля Рустемовна       | 1958         | многомандатный      | Симферополь             | Меджлис крымскотатарского народа          |                                   |
| Бурдюгов Анатолий Фёдорович     | 1958         | 54                  | Симферополь             | Партия экономического возрождения         |                                   |
| Быстров Михаил Григорьевич      | 1950         | 33                  | Бахчисарайский район    | блок "Россия"                             |                                   |
| Варламова Раиса Алексеевна      | 1932         | 65                  | Севастополь             | блок "Россия"                             |                                   |
| Верченко Виталий Алексеевич     | 1940         | 51                  | Симферопольский район   | беспартийный                              |                                   |
| Грач Леонид Иванович            | 1948         | многомандатный      | Симферополь             | Коммунистическая партия Крыма             |                                   |
| Гриценко Анатолий Павлович      | 1958         | 44                  | Ленинский район         | беспартийный                              |                                   |
| Грудина Наталья Александровна   | 1950         | 25                  | Феодосия                | блок "Россия"                             |                                   |
| Данелян Анушаван Суренович      | 1956         | одномандатный       | Симферополь             | Партия экономического возрождения         |                                   |
| Дейч Борис Давыдович            | 1938         | 24                  | Судак                   | беспартийный                              |                                   |
| Ерошкин Иван Степанович         | 1934         | многомандатный      | Севастополь             | блок "Россия"                             |                                   |
| Жуков Владимир Александрович    | 1950         | 9                   | Керчь                   | блок "Россия"                             |                                   |
| Заскока Владимир Михайлович     | 1959         | 5                   | Евпатория               | блок "Россия"                             |                                   |
| Зырянов Юрий Николаевич         | 1947         | 27                  | Феодосия                | блок "Россия"                             |                                   |
| Каражов Георгий Иванович        | 1939—1998    | одномандатный       | Белогорск               | беспартийный                              |                                   |
| Кемалов Энвер Эдемович          | 1939—2003    | многомандатный      | Черноморский район      | Меджлис крымскотатарского народа          | депутат 02.11.1994—26.03.1997     |
| Кенжалиев Рефат Перитович       | 1953         | многомандатный      | Симферополь             | Меджлис крымскотатарского народа          |                                   |
| Кенже Решат Асанович            | 1948         | многомандатный      | Симферополь             | Меджлис крымскотатарского народа          |                                   |
| Кизилов Борис Васильевич        | 1943         | многомандатный      | Симферополь             | блок "Россия"                             |                                   |
| Кириллов Олег Евгеньевич        | 1938         | 6                   | Евпатория               | Русская община                            |                                   |
| Киселёв Василий Алексеевич      | 1948         | 40                  | Красногвардейский район | беспартийный                              |                                   |
| Клычников Владимир Николаевич   | 1964         | многомандатный      | Симферополь             | блок "Россия"                             |                                   |
| Коваленко Лидия Николаевна      | 1941         | 31                  | Гурзуф                  | блок "Россия"                             |                                   |
| Ковальский Сергей Актовьянович  | 1955         | 23                  | Симферополь             | блок "Россия"                             |                                   |
| Козлов Владимир Юрьевич         | 1957         | 3                   | Джанкой                 | блок "Россия"                             |                                   |
| Колодкин Владимир Иванович      | 1954         | 66                  | Севастополь             | блок "Россия"                             |                                   |
| Кондратевский Сергей Михайлович | 1965         | 59                  | Севастополь             | беспартийный                              |                                   |
| Королёв Вячеслав Михайлович     | 1949         | 17                  | Симферополь             | блок "Россия"                             |                                   |
| Коротко Александр Шимонович     | 1952         | 19                  | Симферополь             | беспартийный                              |                                   |
| Кочегаров Юрий Владимирович     | 1951         | 1                   | Алушта                  | блок "Россия"                             |                                   |
| Красновская Наталья Викторовна  | 1952         | 14                  | Симферополь             | блок "Россия"                             |                                   |
| Крот Игорь Владимирович         | 1956         | многомандатный      | Симферополь             | блок "Россия"                             | депутат с 18 июня 1997            |
| Круглов Александр Георгиевич    | 1924—2010    | 62                  | Севастополь             | беспартийный                              |                                   |
| Кудряшов Вадим Владимирович     | 1967         | 7                   | Керчь                   | блок "Россия"                             |                                   |
| Кукуев Евгений Александрович    | 1939—2004    | многомандатный      | Ялта                    | блок "Россия"                             | депутат с 24 марта 1997           |
| Кукушкин Михаил Фёдорович       | 1950         | 53                  | Симферопольский район   | блок "Россия"                             |                                   |
| Куртиев Энвер Аметович          | 1952         | многомандатный      | Белогорск               | Меджлис крымскотатарского народа          |                                   |
| Лазарев Анатолий Иванович       | 1941         | многомандатный      | Симферополь             | Коммунистическая партия Крыма             |                                   |
| Лоевский Александр Владимирович | 1941—2010    | 4                   | Евпатория               | блок "Россия"                             |                                   |
| Максимов Владимир Ильич         | 1938         | 29                  | Ялта                    | Русская партия Крыма                      |                                   |
| Маляров Анатолий Иванович       | 1960         | 34                  | Белогорск               | Русская партия Крыма                      |                                   |
| Матвеев Станислав Олегович      | 1955         | 48                  | Саки                    | блок "Россия"                             |                                   |
| Межак Виктор Петрович           | 1936—1996    | 22                  | Симферополь             | блок "Россия"                             | скончался 20 февраля 1996         |
| Мельник Евгений Петрович        | 1940         | 2                   | Алушта                  | блок "Россия"                             |                                   |
| Мельников Алексей Алексеевич    | 1949         | 58                  | Севастополь             | блок "Россия"                             |                                   |
| Моргунов Пётр Иванович          | 1944         | многомандатный      | Симферополь             | блок "Россия"                             |                                   |
| Мордашов Вадим Константинович   | 1955         | многомандатный      | Симферополь             | блок "Россия"                             |                                   |
| Морозов Александр Евгеньевич    | 1954         | 60                  | Севастополь             | блок "Россия"                             |                                   |
| Мустафаев Халил Джелилович      | 1935—2000    | многомандатный      | Симферополь             | Меджлис крымскотатарского народа          |                                   |
| Николаев Виктор Георгиевич      | 1943         | 30                  | Ялта                    | блок "Россия"                             |                                   |
| Никулин Сергей Владимирович     | 1952         | многомандатный      | Симферополь             | блок "Россия"                             |                                   |
| Осипов Николай Васильевич       | 1940         | 28                  | Алупка                  | блок "Россия"                             |                                   |
| Пишина Светлана Алексеевна      | 1943         | 39                  | Старый Крым             | блок "Россия"                             |                                   |
| Поддубная Мария Евгеньевна      | 1956         | 17                  | Симферополь             | блок "Россия"                             |                                   |
| Подкопаев Юрий Владимирович     | 1956         | 10                  | Керчь                   | блок "Россия"                             |                                   |
| Рамазанов Шевкет Алядинович     | 1941—2011    | многомандатный      | Симферополь             | Меджлис крымскотатарского народа          |                                   |
| Ренпенинг Владимир Карлович     | 1947         | одномандатный       | Симферополь             | беспартийный                              |                                   |
| Решетников Геннадий Николаевич  | 1942         | 35                  | Зуя                     | блок "Россия"                             |                                   |
| Розгонюк Юрий Дмитриевич        | 1948         | 15                  | Симферополь             | блок "Россия"                             |                                   |
| Рубцов Геннадий Сергеевич       | 1940         | 63                  | Севастополь             | Республиканская партия Крыма (партия РДК) |                                   |
| Рудаков Виталий Степанович      | 1948         | 55                  | Черноморское            | блок "Россия"                             |                                   |
| Рябков Александр Павлович       | 1956         | 16                  | Симферополь             | беспартийный                              |                                   |
| Рябчикова Татьяна Ивановна      | 1950         | 20                  | Симферополь             | беспартийная                              |                                   |
| Савченко Светлана Борисовна     | 1964         | многомандатный      | Белогорский район       | блок "Россия"                             |                                   |
| Самодаев Илья Илларионович      | 1939         | 52                  | Симферопольский район   | блок "Россия"                             |                                   |
| Селюх Юрий Емельянович          | 1942         | 50                  | Симферопольский район   | беспартийный                              |                                   |
| Снегирёв Фёдор Фёдорович        | 1947         | 49                  | Сакский район           | блок "Россия"                             |                                   |
| Ставицкий Андрей Анатольевич    | 1965         | 13                  | Саки                    | блок "Россия"                             |                                   |
| Сумулиди Николай Георгиевич     | 1944         | одномандатный       | Симферополь             | беспартийный                              |                                   |
| Супрунюк Евгений Владимирович   | 1955         | 20                  | Симферополь             | беспартийный                              |                                   |
| Тихонов Юрий Васильевич         | 1961         | 36                  | Джанкойский район       | блок "Россия"                             |                                   |
| Трошин Владимир Сергеевич       | 1957         | 38                  | Кировский район         | блок "Россия"                             |                                   |
| Умеров Ильми Рустемович         | 1957         | многомандатный      | Бахчисарайский район    | Меджлис крымскотатарского народа          | сложил полномочия 20 октября 1994 |
| Усеинов Усеин Мидатович         | 1953         | многомандатный      | Алушта                  | Меджлис крымскотатарского народа          |                                   |
| Феофилактов Анатолий Васильевич | 1928—1999    | 26                  | Феодосия                | блок "Россия"                             |                                   |
| Фролов Александр Иванович       | 1938         | 61                  | Севастополь             | беспартийный                              |                                   |
| Хомяков Владимир Михайлович     | 1937         | 12                  | Армянск                 | блок "Россия"                             |                                   |
| Хохлов Виктор Михайлович        | 1940         | 64                  | Севастополь             | Республиканская партия Крыма (партия РДК) |                                   |
| Цеков Сергей Павлович           | 1953         | многомандатный      | Саки                    | блок "Россия"                             |                                   |
| Чубаров Рефат Абдурахманович    | 1957         | многомандатный      | Симферополь             | Меджлис крымскотатарского народа          |                                   |
| Шаповал Иван Иванович           | 1943         | 42                  | Красноперекопский район | беспартийный                              |                                   |
| Шевьёв Владимир Ильич           | 1953         | многомандатный      | Симферополь             | Партия экономического возрождения         |                                   |
| Шкаберин Владимир Николаевич    | 1952         | 46                  | Первомайское            | беспартийный                              |                                   |
| Шпилькин Василий Александрович  | 1960         | 41                  | Октябрьское             | блок "Россия"                             |                                   |
| Шумаков Михаил Фёдорович        | 1950         | 45                  | Нижнегорский район      | беспартийный                              |                                   |
| Щепинский Аскольд Александрович | 1926—1997    | многомандатный      | Симферополь             | блок "Россия"                             | скончался 21 мая 1997             |
| Эмираджиев Эбазер Аблямитович   | 1960         | многомандатный      | Симферополь             | Меджлис крымскотатарского народа          | депутат с 9 апреля 1997           |